# Банковские каникулы (Великобритания)
Банковские каникулы (англ. bank holiday) — термин, описывающий любой из общественных (государственных) праздников в Великобритании и странах Содружества, также в разговорной речи этим термином неофициально обозначаются государственные праздники в Ирландии. 
Термин охватывает все государственные праздники Великобритании вне зависимости от способа их провозглашения (законодательный акт, королевская прокламация или же традиция, основанная на общем праве).

## Этимология
Название термина происходит из того факта, что в Великобритании общественные праздники были впервые законодательно упорядочены Актом о банковских каникулах 1871 года (англ. Bank Holidays Act 1871). До момента издания этого закона существовала лишь практика традиционного соблюдения религиозных праздников. Собственно, закон не вводил понятия общественного праздника, а регламентировал только график работы банков, никак не распространяясь на другие заведения, отсюда и термин банковские каникулы.

## История
До 1834 года Банк Англии признавал около 33 святых дней и праздников, но в 1834 список праздников сократился: 1-е ноября, Великая пятница, Рождество Христово. В 1871 году был представлен первый Законодательный акт о банковских каникулах, составленном Либеральной партией и банкиром Джоном Лаббоком. Этот акт определял дни для выходных. Некоторые англичане, будучи благодарными за предоставленные выходные, называли эти дни «Днями сэра Лаббока».